# Fábrica de la Pólvora (Javalí Viejo)
La Fábrica de la Pólvora de Javalí Viejo, Murcia (Región de Murcia, España), es un recinto industrial fundado en el siglo siglo XVIII para la fabricación de pólvora y explosivos.  En 2010, Explosivos Alaveses, S.A. (Expal) se hizo con la fábrica tras un acuerdo alcanzado con el Ministerio de Defensa.

## Ubicación
Aunque denominada como fábrica, en realidad, se trata de un recinto industrial perimetrado con una tapia, sobre la que hay una verja metálica, que alberga todo tipo de edificios, desde pabellones hasta talleres, pasando por hangares, túneles y la capilla de santa Bárbara. Se divide en dos grandes áreas.
La primera y más antigua limita al norte con la calle San Juan, al este con la RM-560 o Carretera de Alcantarilla a Molina de Segura, al sur con el camino Ortuño y, al oeste, con el cauce del río Segura. 
En 1916 y 1955 se producen grandes ampliaciones y dado que el perímetro descrito estaba limitado, se decidió saltar la calle San Juan, obstáculo que se salva con un puente, existiendo un segundo gran recinto que llega hasta el comienzo de la calle Purísima.

## Orígenes
Los antecedentes de la fábrica se sitúan en la concesión de un molino para pólvora al industrial Francisco Berasategui de Lisón en 1633, llamado Molino Alto, en Javalí Viejo, el cual era movido por las aguas de la acequia Mayor Aljufía –de construcción árabe y aún en uso–. Berasategui era esposo de doña Giomar Carrillo, dueña del Mayorazgo de Javalí Viejo, abolido en 1812.
Este molino no sería el único que se dedicaba a la producción de pólvora en la zona, ya que también se encontraba el llamado Molino de los Canalaos, de comienzos del siglo XVIII, situado también sobre la acequia Aljufía entre Guadalupe y Rincón de Beniscornia, el cual fue objeto de una terrible explosión en 1742.
Estos molinos estuvieron en manos privadas hasta el 1.º de julio de 1747, cuando fueron incautados junto a otras instalaciones por la Real Hacienda, dando lugar a la Real Fábrica de la Pólvora. A finales del XVIII se iniciaría una serie de obras en el Molino Alto que darían lugar al primitivo complejo de la fábrica (que a mediados del XIX sería sustituido por el actual).
En 1802 la fábrica pasó a depender de Artillería, año en el que se decidió, para su mejor organización, que las distintas instalaciones y molinos se centralizaran en el complejo de Javalí Viejo, ya que estaba mejor situado y rodeado de tierras que podrían ser adquiridas para realizar sucesivas ampliaciones.

## Desarrollo
En 1810, en el marco de la Guerra de la Independencia, las autoridades deciden trasladar parte de la producción a otras instalaciones militares en Alicante y Tabarca.
En la década de 1850, inmersa España en la industrialización, la fábrica vive un gran impulso. Por una parte se decide enviar misiones académicas y científicas de ingenieros, químicos y otros expertos por diferentes países de Europa para formarse en los distintos avances en el campo de la fabricación de pólvora y explosivos y, posteriormente, desarrollar dichas técnicas en la fábrica de Javalí Viejo. 
En 1855 se decidió que el sistema idóneo para fabricar pólvora en Murcia era el de presión, reformándose las instalaciones, con la construcción de los actuales pabellones y el edificio principal en 1862, diseñados por Francisco Bolarín. En ese mismo periodo, se comienza a idear la construcción del Puente de la Pólvora hacia Alcantarilla para aliviar el tránsito de convoyes cargados de explosivos que debían atravesar la ciudad de Murcia por el Puente de los Peligros. El nuevo puente de la Pólvora no quedaría finalizado hasta 1877.
En 1865, la antigua Real Fábrica del Salitre de Murcia acabó dependiendo de la Fábrica de la Pólvora, pasando la primera a acoger la dirección y oficinas del complejo militar resultante.
Entre 1916 y 1931 se aplicaron las técnicas de producción de pólvora de nitrocelulosa y nitroglicerina.
Durante la guerra civil española el perímetro fue objetivo de bombardeos por la aviación franquista por su importancia a la hora de suministrar material y por su proximidad a otras instalaciones militares como la Base Aérea de Alcantarilla. 
A partir de 1946 un ramal de la línea Chinchilla-Cartagena abastecerá el transporte ferroviario de la fábrica desde la estación de Santa Bárbara construida a tal efecto, evitando así el paso de convoyes por el centro de Alcantarilla, nudo ferroviario más próximo. En 1964 se hizo cargo de ella la Empresa Nacional Santa Bárbara, dependiente del Instituto Nacional de Industria. En 1976 se inicia la fabricación de pólvoras de base simple, para lo cual se monta una planta con patente francesa de la Sociedad Nacional de Pólvoras y Explosivos (SNPE). A finales de los 90 y coincidiendo con la supresión del servicio militar obligatorio en España llevada a cabo por el Gobierno de José María Aznar, se retiraron los últimos militares y las instalaciones cayeron en el abandono.
En 2001, la fábrica del Javalí Viejo reabre e inicia un proceso de privatización.